# Oncidium cebolleta
Espèce
Oncidium cebolleta est une espèce de plantes à fleurs de la famille des Orchidaceae. C'est une grande orchidée épiphyte d'Amérique tropicale.

## Synonymes
- Oncidium cepula Hoffmanns. 1843;
- Oncidium glaziovii Cogn. 1906;
- Oncidium longifolium Lindl. 1841;
- Oncidium sepula Hoffmanns. 1843;
- Oncidium sprucei Lindley 1855;
- Oncidium ultrajectinum Pulle 1907;
- Stilifolium cebolleta (Jacq.) Koniger & Pongr. 1997;
- Trichocentrum cebolleta (Jacq.) M.W.Chase & N.H.Williams 2001

## Répartition
Dispersée dans toute l'Amérique tropicale. Elle est protégée en Martinique.

## Floraison
Inflorescences latérales ou tombantes, jusqu'à 75 cm de long.
Fleurs jaunes tachées de brun-violet.

## Utilisation en tant quepsychotrope
L'Oncidium cebolleta a été utilisé par les Chibchas durant l'époque pré-hispaniques en tant que substitut au Peyotl. De nos jours les Tarahumaras la nomme « mescalito » (en référence à la mescaline, bien qu'aucune étude ne démontre sa présence dans la plante).
Les feuilles de la plante sont traditionnellement consommée tranchées, écrasées puis bouillies dans de l'eau salée.

## Galerie

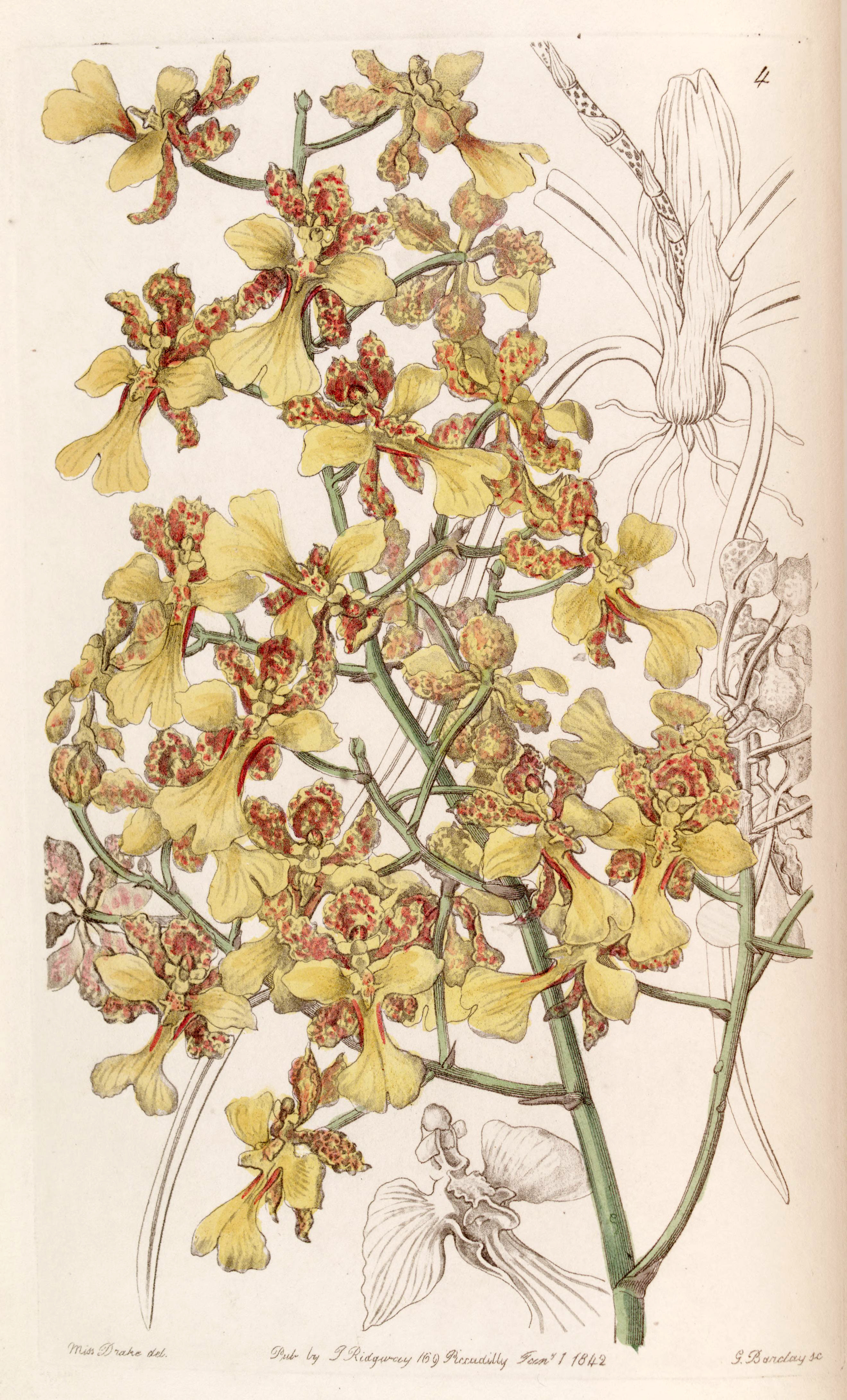
Oncidium cebolleta ou Trichocentrum cebolleta.
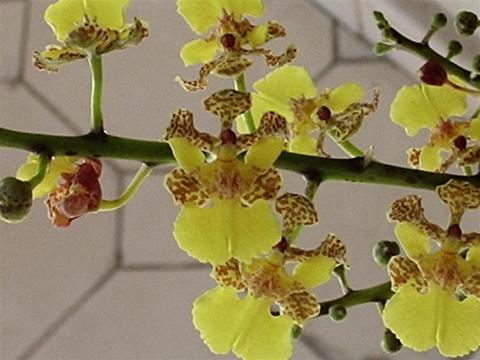
Détail de la fleur d'Oncidium cebolleta.